# Sociedade Imperial dos Naturalistas de Moscovo
A Sociedade Imperial dos Naturalistas de Moscovo (Московское общество испытателей природы, Société Impériale des Naturalistes de Moscou) é uma das sociedades científicas mais antigas da Rússia.
Foi fundada sob o auspício de dois nobres, Mikhail Myravyov e Alexis Razumovsky, por Johann Fischer von Waldheim, no ano de 1805. A princesa Zenaǐde Wolkonsky deu uma oferta da sua própria biblioteca para a sociedade.
Tais instituições culturais como o Museu Politécnico, o Museu Zoológico e o Herbário Universitário, tinha costume estar afiliados à sociedade.
A sociedade publicou a sua própria revista, a Bulletin de la Société Impériale des Naturalistes de Moscou, (abreviado 'Bull. Soc. Imp. Naturalistes Moscou), desde 1826.
A sociedade incluiu muitos membros do pessoal da Universidade de Moscovo. O actual presidente é o reitor da universidade, Viktor Sadovnichiy.

## Lista de presidentes

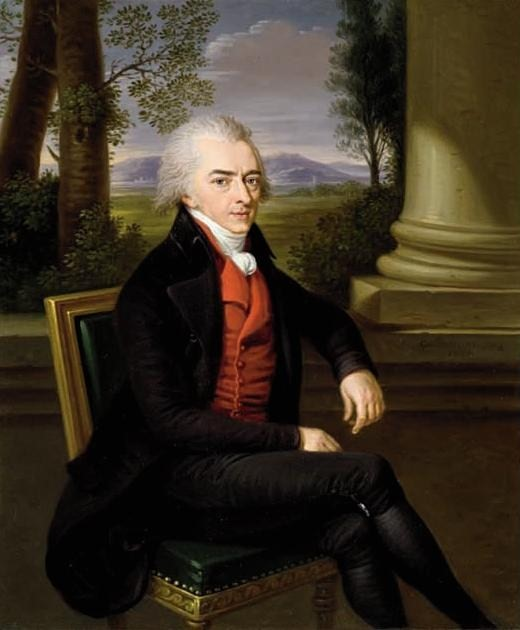
Retrato do conde Razoumovsky por Ludwig Guttenbrunn

- 1805—1817: Conde Alexeï Razoumovsky
- 1817—1825: Príncipe Andreï Obolensky
- 1825—1830: Аlexandre Pissarev
- 1830—1835: Dimitri Galitzine
- 1835—1847: Conde Sergueï Stroganov
- 1847—1849: Dmitri Golokhvastov
- 1850—1855: Vladimir Nazimov
- 1856—1859: Eugraphe Kovalevsky
- 1859—1863: Nikolaï Issakov
- 1863—1867: Dimitri Levchine
- 1867—1872: Príncipe Alexandre Chirinski-Chikhmatov
- 1872—1884: Аlexandre Fischer von Waldheim
- 1884—1886: Karl Renard
- 1886—1890: Fiodor Bredikhine
- 1890—1897: Fiodor Sloudski
- 1897—1915: Nikolaï Oumov
- 1915—1935: Mikhaïl Menzbier
- 1935—1953: Nikolaï Zelinski
- 1955—1967: Vladimir Soukatchiov
- 1967—1999: Alexandre Yanchine
- 2000— : Victor Sadovnitchy